# Ilha Norfolque

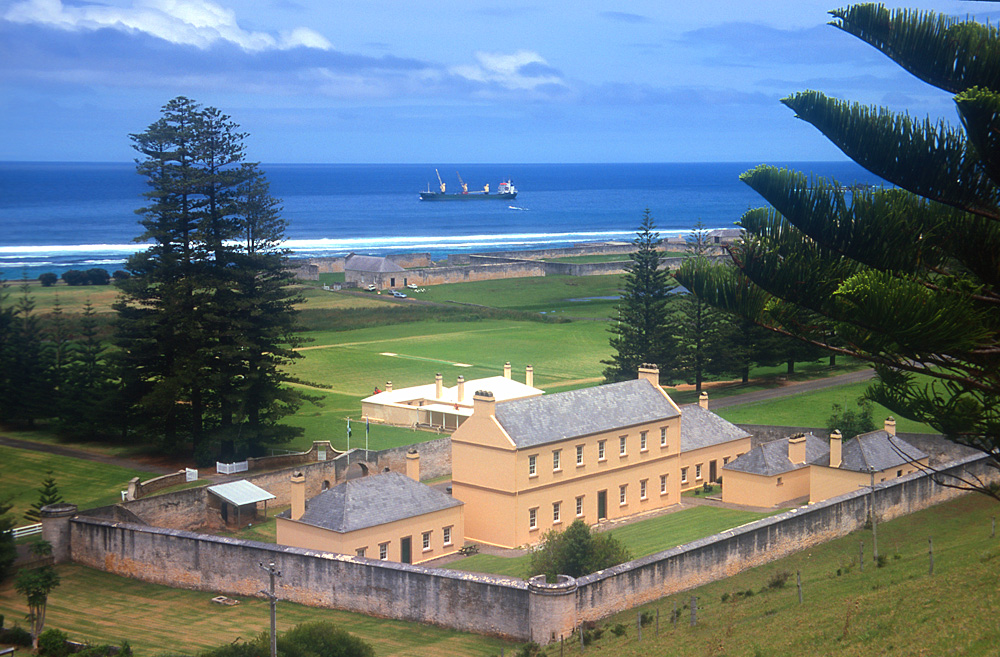

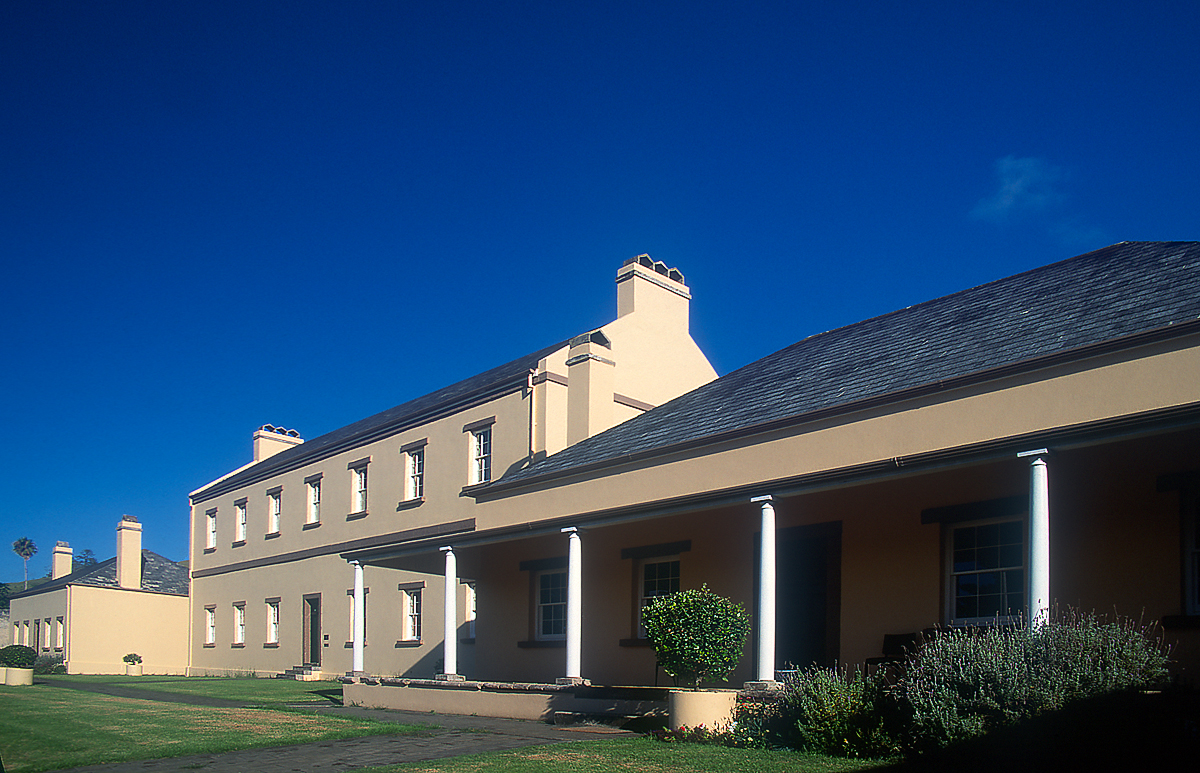

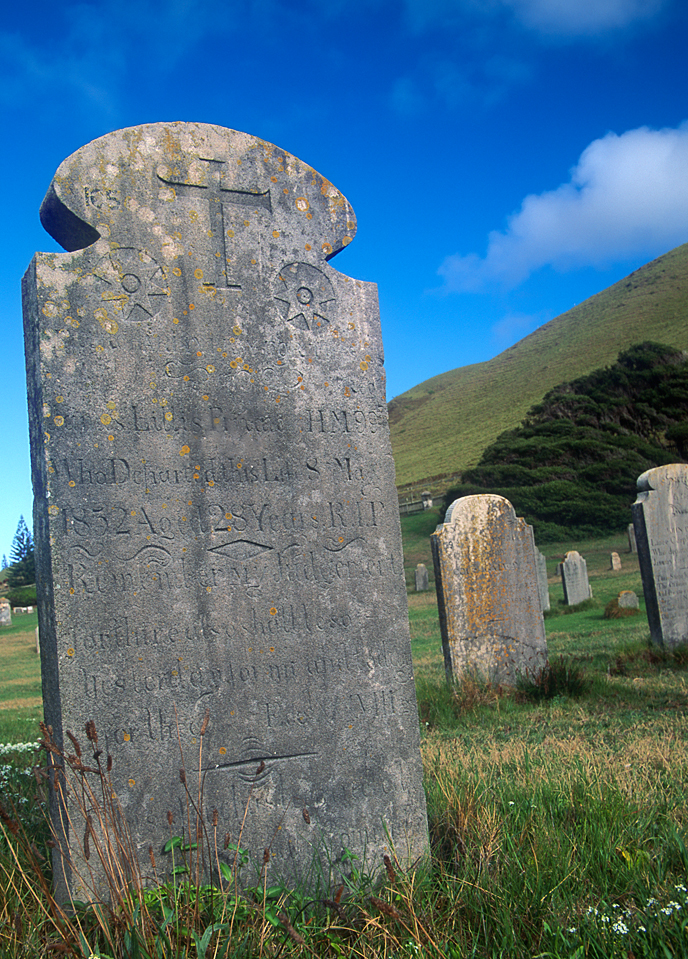

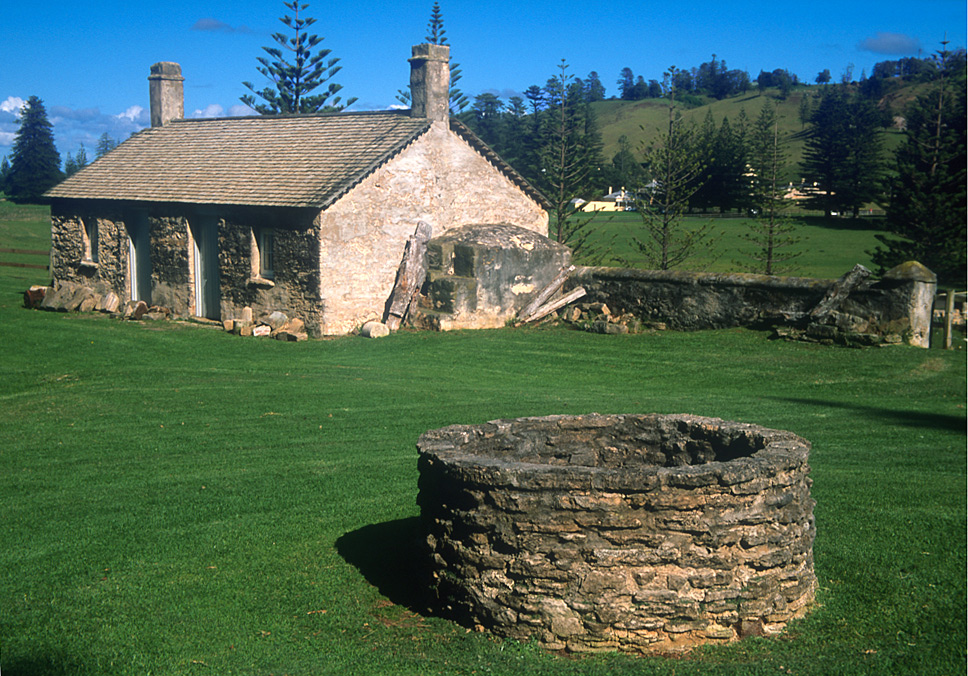

Ilha Norfolque, ou Ilha Norfolk (em inglês:  Norfolk Island, pronunciado: [ˈnɔrfək ˈaɪlənd]; em norfolquino: Norf'k Ailen), é uma ilha no oceano Pacífico localizada entre a Austrália, Nova Zelândia e a Nova Caledónia, na Oceânia, e é um dos territórios externos da Austrália. Sua capital é Kingston, e a sua localidade mais populosa é Burnt Pine.
O pinheiro-de-norfolque, representada na bandeira, é uma árvore de folha perene com origem nesta ilha e muito popular na Austrália.

## História
Não existem registros de população na região, antes da chegada do explorador inglês James Cook, em 1774. A ilha foi utilizada como estabelecimento penal britânico entre 1825 e 1855, tornando-se um refúgio dos revoltosos do HMS Bounty. Em 1913, foi transferida para o governo da Austrália, na qualidade de território ultramarino.
Em novembro de 1976, foi apresentada no parlamento australiano a proposta de anexar a ilha à Austrália. Dois terços do eleitorado de Norfolque se opuseram. Desde 1979, Norfolque tem autonomia interna. Em dezembro de 1991, a população rejeitou uma nova proposta do governo australiano, para fazer parte no eleitorado federal da Austrália.

## Geografia
A Ilha Norfolque situa-se na Melanésia meridional, a noroeste da Nova Zelândia e tem 34,6 km² de superfície. É uma ilha de origem vulcânica, com um clima subtropical, com influência de ventos marinhos.

## Demografia

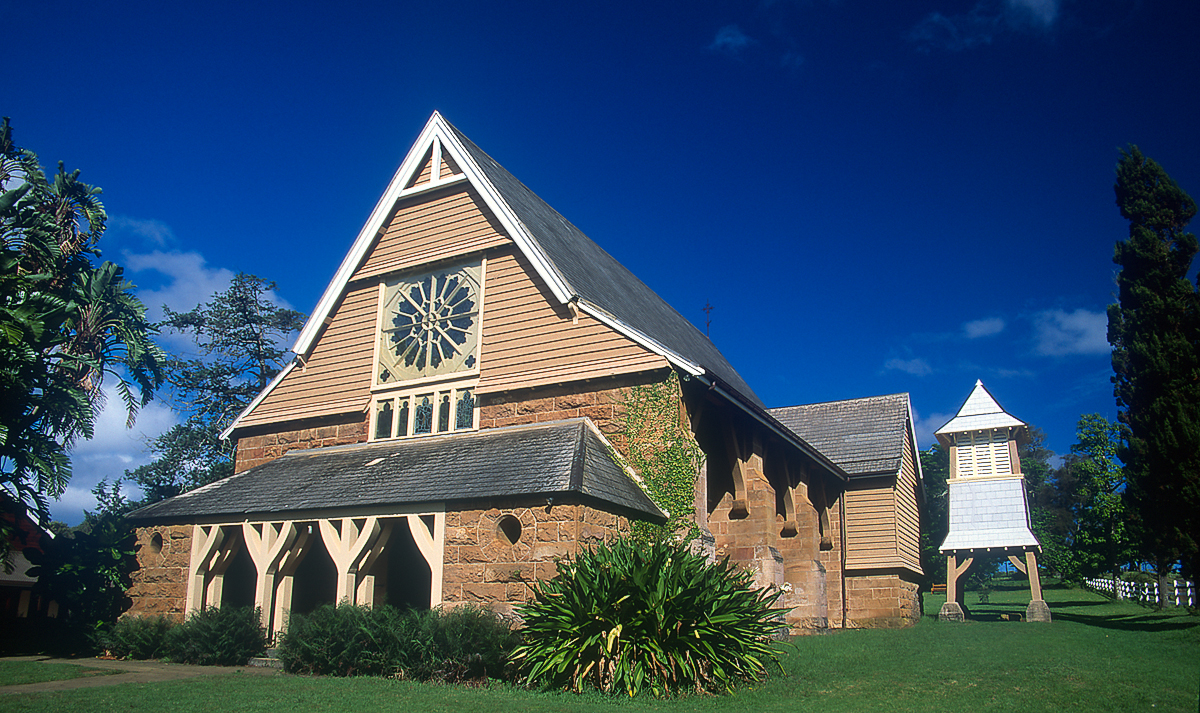
Capela Melonesiana na Ilha Norfolk.

A população da Ilha Norfolk era de 2.188 no censo de 2021, que vem diminuindo desde o pico de 2.601 pessoas em 2001, de acordo com o Australian Bureau of Statistics. A emigração está aumentando à medida que muitos ilhéus aproveitam o relacionamento próximo entre a Ilha Norfolk, a Austrália e a Nova Zelândia.
O crescimento anual foi estimado em 0,01%. De acordo com oThe World Factbook, a população total em 2012 era de 2.182.  De acordo com estimativas de 2013, a capital, Kingston, abrigava 917 dos residentes da cidade.
A única escola da ilha oferece educação até os doze anos de idade, portanto, os alunos que desejam concluir o ensino superior devem deixar a ilha. Além disso, a pequena economia da ilha força muitos trabalhadores qualificados a emigrar.
A maioria dos ilhéus é de origem europeia, descendentes dos amotinados do HMS Bounty e também chegados mais recentemente da Austrália e da Nova Zelândia. Os descendentes dos amotinados do Bounty têm algumas características polinésias, embora apenas uma minoria se considere polinésia.
Esta herança comum deu origem a um número limitado de sobrenomes entre os ilhéus, um limite restritivo o suficiente para que a lista telefônica da ilha também inclua apelidos para muitos assinantes, como Carrots, Dar Bizziebee, Diddles, Geek, Lettuce Leaf, Possum, Pumpkin, Smudgie, Truck e Wiggy.
A maioria da população é composta por cristãos protestantes. Em 1996, 37,4% pertenciam à Comunhão Anglicana, 14,5% à Igreja Unida, 11,5% à Igreja Católica e 3,1% à Igreja Adventista do Sétimo Dia. No censo de 2006, 19,9% não tinham religião, contra 13,2% em 1996.
Os ilhéus falam inglês e uma língua crioula conhecida como pitcairnesa, como é chamada nessa língua, uma mistura de inglês do século XVIII  e taitiano. A pitcairnesa está perdendo popularidade à medida que a ilha recebe mais turistas e os jovens a deixam em busca de estudo ou trabalho.
No entanto, esforços estão sendo feitos para mantê-lo vivo por meio de dicionários e da mudança dos nomes tradicionais de alguns locais turísticos para seus equivalentes na pitcairnesa. Em abril de 2005, foi declarada a língua cooficial da ilha. No entanto, apesar desse reconhecimento e proteção, o uso da língua não é oficialmente obrigatório e deve sempre ser acompanhado de uma tradução precisa para o inglês.

## Economia
A principal atividade econômica da ilha é o turismo, que tem crescido constantemente ao longo do tempo. Como a Ilha Norfolk proíbe a importação de frutas e vegetais frescos, a grande maioria é produzida localmente. A carne bovina é produzida localmente, mas também importada.
A moeda usada na Ilha Norfolk é o dólar australiano. A emissão de selos postais, principalmente para colecionadores, também é uma importante fonte de renda para sua economia.
A força de trabalho é de 978 pessoas, das quais 80% trabalham no setor de serviços, 14% na indústria e apenas 6% na agricultura.